# Katedrála Narození Panny Marie (Milán)
Katedrála Narození Panny Marie v Miláně (italsky častěji jako Duomo di Milano - milánský dóm) v severoitalské Lombardii, je pátá největší katedrála na světě a druhá největší na Apeninském poloostrově (první je Bazilika svatého Petra ve Vatikánu).

## Historie
Rozvržení centra města s ulicemi buď paprskovitě vycházejícími od katedrály, nebo procházejícími podél naznačuje, že dóm zaujímá místo samotného centra římského města Mediolanum. Stávala zde pravděpodobně veřejná bazilika, kolem níž se rozprostíralo hlavní fórum. První katedrála zasvěcená svaté Tekle zde vyrostla ve 4. století, konkrétně k dokončení došlo roku 355. Náleželo k ní také baptisterium, dnes schované v základech Duoma, kde mimo jiné přijal z rukou sv. Ambrože křest svatý Augustin, jeden z nejvýznamnějších raně křesťanských filozofů a teologů označovaný za „učitele Západu“. Právem bývá považován za jednoho z „církevních otců“, zakladatelů moderní podoby církve a jakéhosi mravního kodexu, který se táhne celými dějinami křesťanství. Roku 836 pak k budovám přibyla i bazilika, když ovšem rozsáhlý požár schvátil v roce 1075 celý komplex, padlo rozhodnutí o zbudování Duoma.
Výstavbu nové katedrály nařídil v roce 1386 arcibiskup Antonio da Saluzzo, avšak značné slovo měl při budování také jeho bratranec Gian Galeazzo Visconti, jenž se právě dostal k moci v Miláně. Nový chrám měl podtrhnout moc jeho i celého státu, pročež nechal najmout prvotřídního francouzského architekta Nicolase de Bonaventure, mistra vrcholné gotiky. Vévoda měl v plánu mimo jiné také učinit z katedrály své rodové mauzoleum, ovšem jelikož se toto setkalo s ostrým odporem veřejnosti, musel od návrhu ustoupit a zbudovat si jej v klášteře Certosa di Pavia.
Přestože se vedoucí architekti často střídali, práce pokračovaly velmi rychle a již v roce 1402, krátce po smrti Giana Galeazza, byl chrám téměř z poloviny hotový. Patnácté století ovšem přineslo pravý opak – státní pokladny náhle vyschly, a tak ani na financování stavby nezbývaly peníze. Práce se tak až do roku 1480 takřka zastavily. Dokončit se ale přesto povedlo jak například hrobku papeže Martina V., tak i hlavní a boční lodě, nad jejichž zkřížením s transeptem později vyrostl centrální dóm. Návrh na jeho podobu podali takoví mistři, jako byl Leonardo da Vinci a Donato Bramante a nakonec vyrostl mezi lety 1500 a 1510 za vlády Ludovica Sforziho. Kupoli následně ozdobilo čtyřikrát patnáct soch světců, proroků i dalších postav z Bible.

Stavba pokračovala ještě po mnoho dalších let a vystřídalo se na ní tolik architektů, že by jejich seznam byl opravdu dlouhý. Vše nakonec dokončil Carlo Pellicani. V roce 1762 přidal 108,5 metru vysokou Mariánskou věž, a to podle slavné sochy Madony na jejím vrcholu, jež se brzy stala symbolem města. Pellicani se také zasadil o završení výzdoby hlavní fasády, čímž ho pověřil samotný Napoleon Bonaparte v roce 1805 před svou korunovací italským králem, jež zde proběhla o pár let později. Doposud zůstávala vesměs holá, avšak s příslibem, že veškeré výdaje proplatí francouzská státní pokladna, se mohla konečně dočkat svého završení, a to během pouhých sedmi let. Průčelí ozdobily neogotické prvky i řady soch, mezi nimž nechyběla na jedné z věží ani ta znázorňující Napoleona. Stejným procesem pak prošly i zbylé vnější stěny, než v roce 1965 po dlouhých staletích konečně utichl ruch stavebních strojů a nástrojů. Až tento rok je považován za datum finálního dokončení, přesto ale i dnes zbývá ještě opracovat mnoho kamenných bloků či vytesat řadu soch.

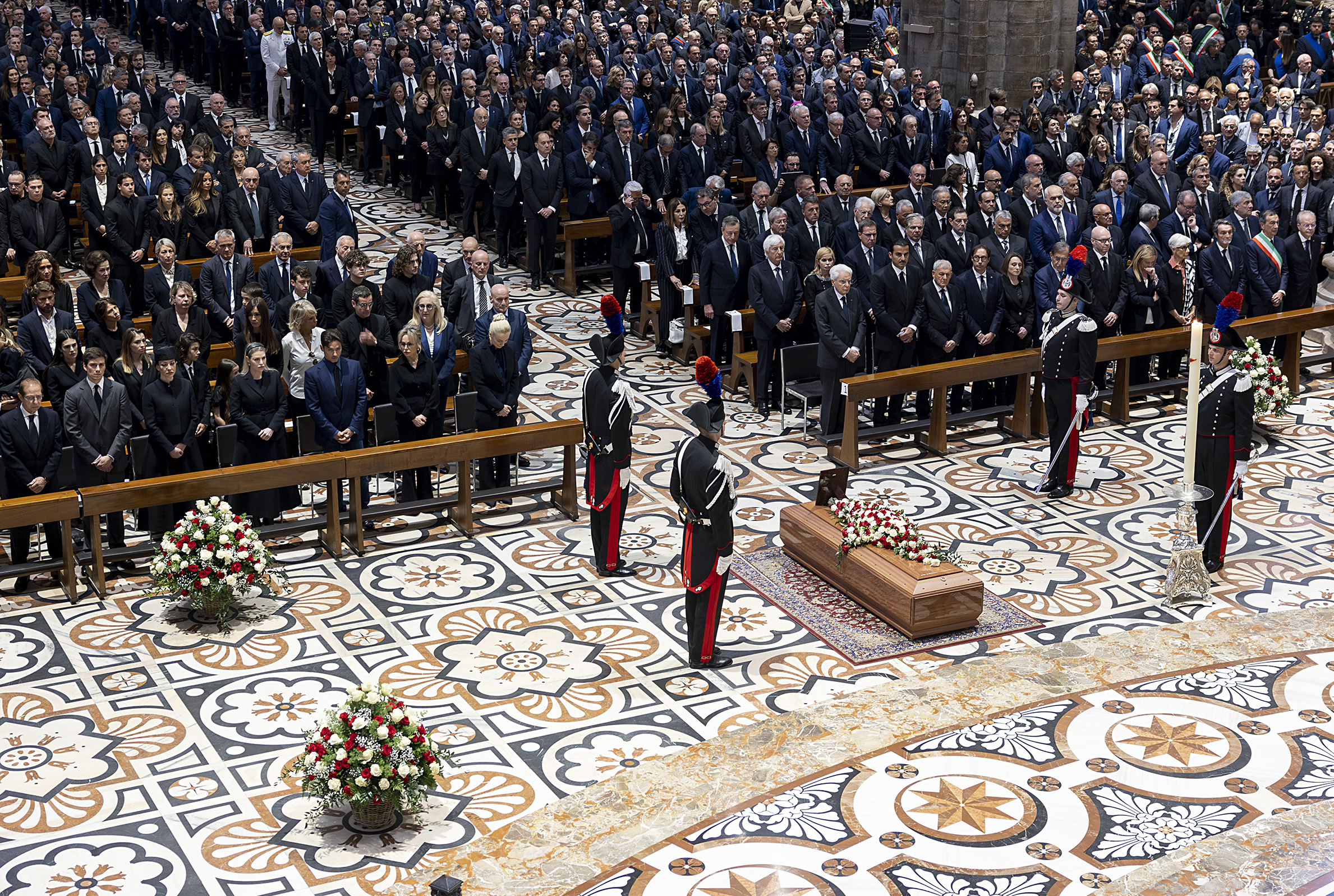
Rakev s ostatky Silvia Berlusconiho

Katedrála byla místem, kde 14. června 2023 proběhly smuteční obřady při státním pohřbu Silvia Berlusconiho.

## Odkazy

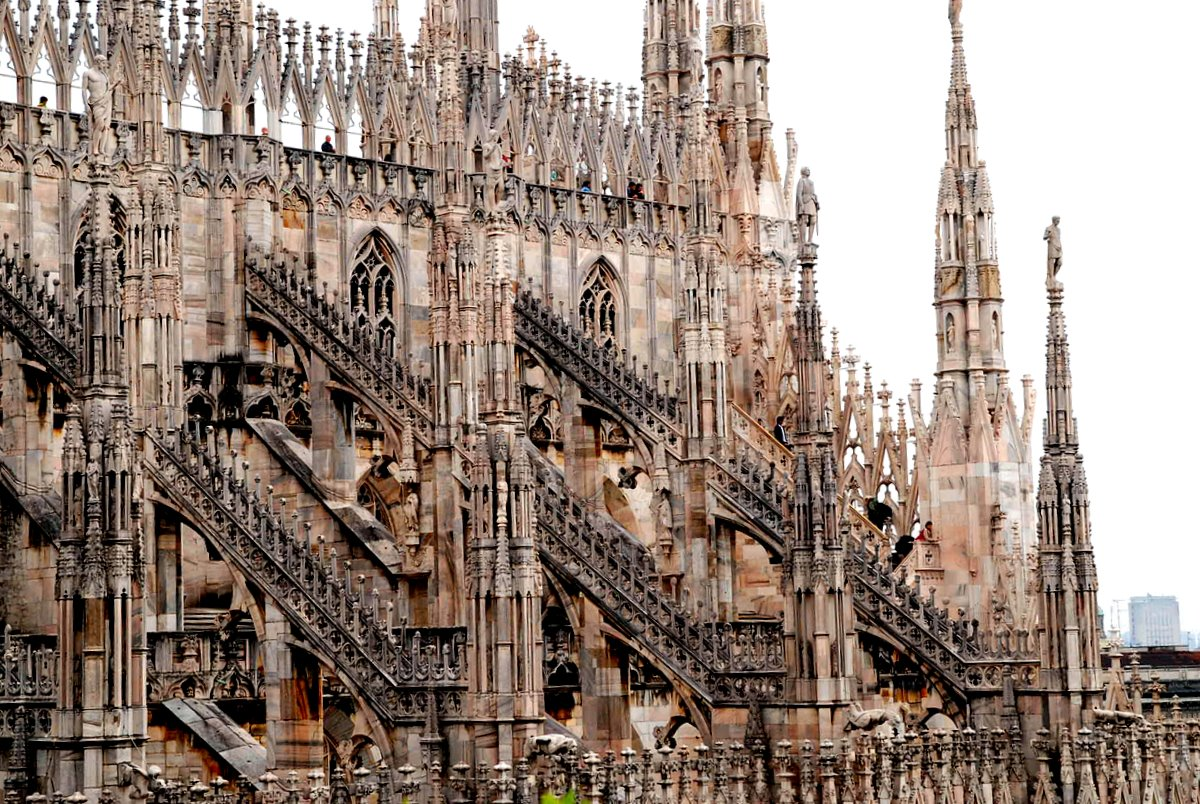
Opěrný systém katedrály

## Architektura
Katedrála se nachází na náměstí Piazza del Duomo a tvoří ji jedna hlavní loď a čtyři menší postranní. Výška hlavní lodi je 45 m a sloupů 24,5 metrů. Chrám je 157 m dlouhý a 109 m široký. Zdi katedrály jsou z mramoru, což vyžaduje komplikovanou údržbu.